# Каменари (Болгария)
Каменари (болг. Каменари) — село в Болгарии. Находится в Великотырновской области, входит в общину Елена. Население составляет 187 человек (2022).

## Политическая ситуация
В местном кметстве Каменари, в состав которого входит Каменари, должность кмета (старосты) исполняет Стоян Стоянов Драгостинов (Граждане за европейское развитие Болгарии (ГЕРБ)) по результатам выборов правления кметства.
Кмет (мэр) общины Елена — Сашо Петков Топалов (Болгарская социалистическая партия (БСП)) по результатам выборов в правление общины.